# Alte Synagoge (Luxemburg)

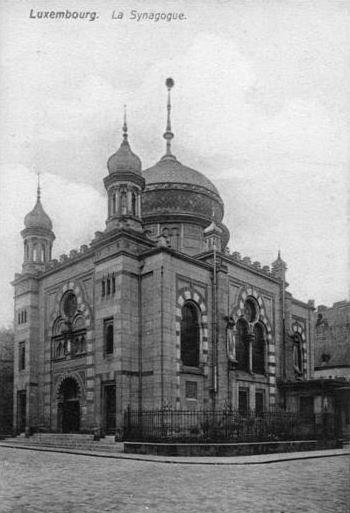
Alte Synagoge in der Stadt Luxemburg

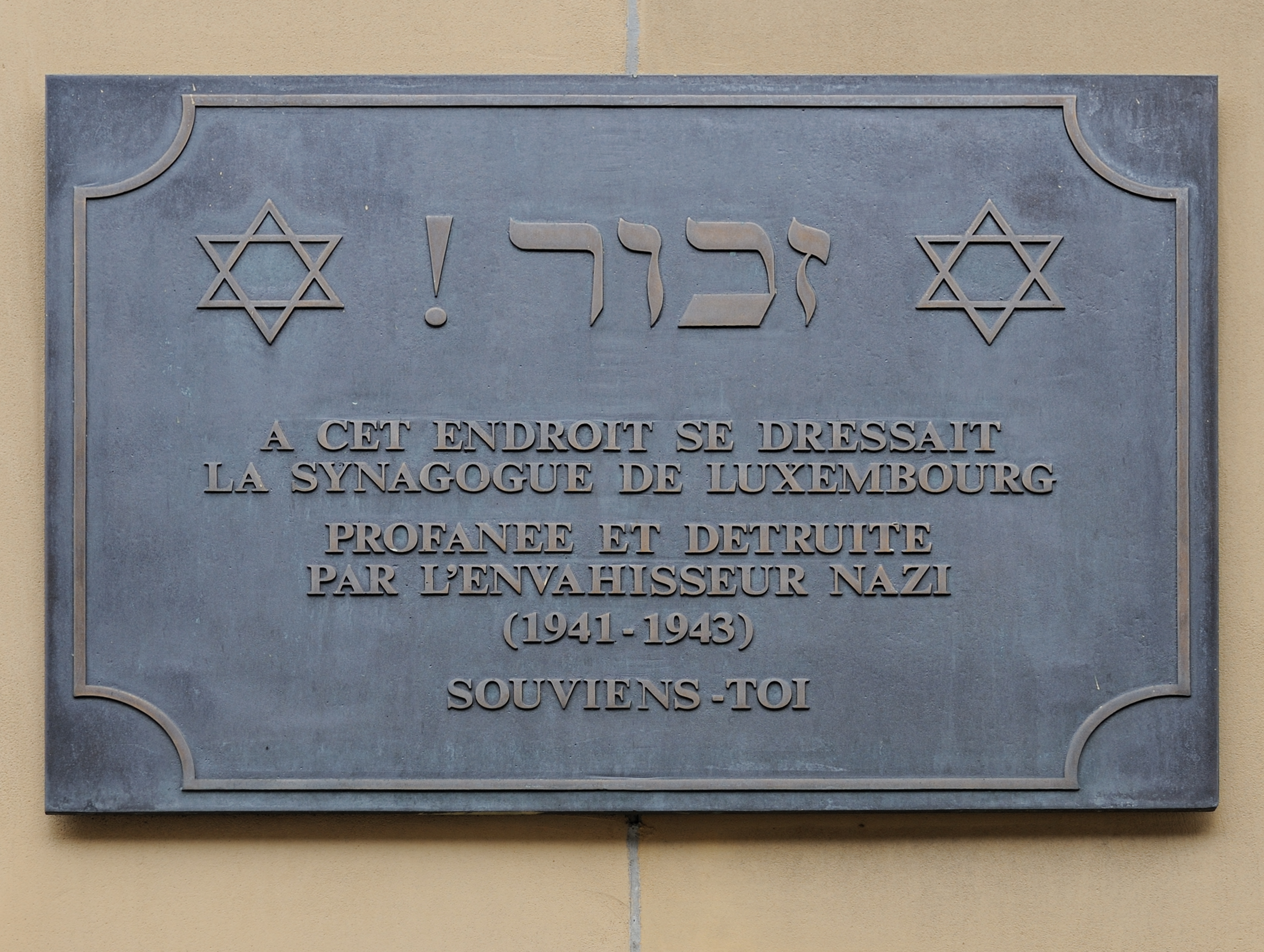
Gedenktafel

Die Alte Synagoge in der Stadt Luxemburg wurde 1893/94 errichtet.

## Geschichte
Am 28. September 1894 wurde die von den Architekten Ludwig Levy und Karl Arendt erbaute Synagoge eingeweiht, die ganz nach dem Geschmack der Zeit orientalisierende Stilelemente aufwies. 
Das Gebäude zählte zu den modernsten Gebäuden der Stadt Luxemburg mit einer modernen Gasheizung und Stromanschluss. Nach der deutschen Besetzung Luxemburgs stürmten im Mai 1941 luxemburgische Kollaborateure die Synagoge, das Gebäude wurde geschlossen und abgerissen. Die Abbrucharbeiten waren am 20. Oktober 1941 weitgehend abgeschlossen.
Im Jahr 1953 wurde die neue Synagoge eingeweiht.